# Örményország javasolt világörökségi helyszínei
Örményország területéről eddig három helyszín került fel a világörökségi listára, öt további helyszín a javaslati listán várakozik a felvételre.
| Megnevezés                                                           | Kép | Típus      | Kritérium              | Év   | Link |
| -------------------------------------------------------------------- | --- | ---------- | ---------------------- | ---- | ---- |
| Garni építészeti és régészeti helyszínei és a Garni-szudok           |     | vegyes     | III, VI, VII, VIII     | 2025 |      |
| Jereván Urartu kori öröksége                                         |     | kulturális | II, III, VI            | 2025 |      |
| Vishapok és a Tirinkatar kultúrtáj                                   |     | kulturális | II, III, VI            | 2024 |      |
| Dvin város régészeti feltárásai                                      |     | kulturális | II, III, VI            | 1995 |      |
| Yererouk bazilikája és régészeti feltárásai                          |     | kulturális | III, IV, VI            | 1995 |      |
| Tatev és Tatevi Anapat kolostorok és a Volotan völgy környező vidéke |     | vegyes     | I, II, IV, VI, VII, IX | 1995 |      |
| Noravank kolostor és a felső Amaghou völgy                           |     | vegyes     | I, III, VI, VII, IX    | 1995 |      |